# Йоган Андерсон
Йоган Андерсон (англ. Johan Anderson; нар. 29 вересня 1971) — колишній австралійський тенісист.
Найвищу одиночну позицію світового рейтингу — 90 місце досяг 23 жовтня 1989, парну — 178 місце — 22 липня 1991 року.
Здобув 1 одиночний та 2 парні титули.
Найвищим досягненням на турнірах Великого шолома було 3 коло в одиночному розряді.

## Юніорські фінали турнірів Великого шолома

### Одиночний розряд: 1 (1 перемога)
| Результат | Рік  | Турнір                                 | Покриття | Суперник      | Рахунок       |
| --------- | ---- | -------------------------------------- | -------- | ------------- | ------------- |
| Перемога  | 1988 | Відкритий чемпіонат Австралії з тенісу | Тверде   | Ендрю Флорент | 7–5, 7–6(7–4) |

### Парний розряд: 3 (2–1)
| Результат | Рік  | Турнір                                 | Покриття | Partnet         | Суперники                                    | Рахунок       |
| --------- | ---- | -------------------------------------- | -------- | --------------- | -------------------------------------------- | ------------- |
| Поразка   | 1988 | Відкритий чемпіонат Австралії з тенісу | Тверде   | Річард Фромберг | Джейсон Столтенберг Тодд Вудбрідж            | 3–6, 2–6      |
| Перемога  | 1989 | Відкритий чемпіонат Австралії з тенісу | Тверде   | Тодд Вудбрідж   | Ендрю Кратцманн Джеймі Морґан                | 6–4, 6–2      |
| Перемога  | 1989 | Відкритий чемпіонат Франції з тенісу   | Ґрунт    | Тодд Вудбрідж   | Луїс Еррера (тенісист) Марк Ноулз (тенісист) | 6–3, 4–6, 6–2 |

## Фінали ATP Челленджер і ITF Ф'ючерс

### Одиночний розряд: 1 (1–0)
| Легенда              |
| -------------------- |
| ATP Челленджер (1–0) |
| ITF Ф'ючерс (0–0)    |

| Фінали за покриттям |
| ------------------- |
| Тверде (1–0)        |
| Ґрунт (0–0)         |
| Трава (0–0)         |
| Килим (0–0)         |

| Результат | W–L | Дата     | Турнір           | Рівень     | Покриття | Суперник   | Рахунок       |
| --------- | --- | -------- | ---------------- | ---------- | -------- | ---------- | ------------- |
| Перемога  | 1–0 | Сер 1989 | Гонконг, Гонконг | Челленджер | Тверде   | Кім Бон Су | 7–5, 3–6, 6–4 |

### Парний розряд: 2 (2–0)
| Легенда              |
| -------------------- |
| ATP Челленджер (2–0) |
| ITF Ф'ючерс (0–0)    |

| Фінали за покриттям |
| ------------------- |
| Тверде (0–0)        |
| Ґрунт (2–0)         |
| Трава (0–0)         |
| Килим (0–0)         |

| Результат | W–L | Дата     | Турнір                 | Рівень     | Покриття | Партнер              | Суперники                   | Рахунок       |
| --------- | --- | -------- | ---------------------- | ---------- | -------- | -------------------- | --------------------------- | ------------- |
| Перемога  | 1–0 | Лип 1990 | Ганко, Фінляндія       | Челленджер | Ґрунт    | Ларс-Андерс Вальгрен | Томас Нюдаль Петер Свенссон | 6–3, 7–5, 6–0 |
| Перемога  | 2–0 | Лип 1992 | Оберштауфен, Німеччина | Челленджер | Ґрунт    | Ларс-Андерс Вальгрен | Філіп Девулф Том Ванхудт    | 2–6, 7–6, 6–4 |

## Часовий графік результатів
| W | Ф | ПФ | ЧФ | #Р | КТ | К# | DNQ | A | NH |

### Одиночний розряд
| Турніри Великого шлему                 |     |     |     |     |     |     |     |     |       |     |     |
| Відкритий чемпіонат Австралії з тенісу | 1р  | 1р  | 1р  | 2р  | К2р | К2р | К1р | К1р | 0 / 4 | 1–4 | 20% |
| Відкритий чемпіонат Франції з тенісу   |     |     | 3р  |     |     |     |     |     | 0 / 1 | 2–1 | 67% |
| Вімблдонський турнір                   | К3р | К1р | 2р  |     |     |     |     |     | 0 / 1 | 1–1 | 50% |
| Відкритий чемпіонат США з тенісу       |     |     | 2р  |     |     |     |     |     | 0 / 1 | 1–1 | 50% |
| В-П                                    | 0–1 | 0–1 | 4–4 | 1–1 | 0–0 | 0–0 | 0–0 | 0–0 | 0 / 7 | 5–7 | 42% |